# Kim Do-yeon
Kim Do-yeon (en hangul, 김도연; en hanja, 金度延; Incheon, 4 de diciembre de 1999), conocida simplemente como Doyeon (en hangul, 도연), es una cantante, modelo y actriz surcoreana. Doyeon participó en el programa de Mnet, Produce 101, donde logró ganar y ser parte del grupo I.O.I hasta su separación en 2017. Fue integrante de Weki Meki y de la subunidad WJMK, bajo Fantagio Entertainment y Starship Entertainment, respectivamente. En 2018, hizo su debut como actriz en el drama Short interpretando a Yoo Ji-na.

## Primeros años
Doyeon nació el 4 de diciembre de 1999 en Incheon, Corea del Sur. Asistió a Guri Girls' High School, donde fue capitana del equipo de porristas, pero finalmente se trasladó a la Escuela de Artes Escénicas de Seúl con su compañera de grupo, Yoojung, después de debutar como cantantes debido a sus actividades promocionales.

## Carrera

### Música

#### 2016-2017: Participación enProduce 101y debut conI.O.I
Antes de participar en Produce 101, hizo una aparición en 2015 en el webdrama To Be Continued. En enero de 2016, Doyeon participó en el programa Produce 101 de Mnet, cuyo objetivo era formar un grupo de once integrantes las cuales promoverían por un año, bajo la discográfica YMC Entertainment. Ella representó a Fantagio junto con Yoojung y otras tres aprendices de su compañía, y finalmente se ubicó en el octavo lugar, mientras que Yoojung ocupó el tercer lugar en la final del programa el 1 de abril de 2016, lo que resultó en que ambas debutaran como miembros de I.O.I.

#### 2017-presente: Separación de I.O.I y debut en Weki Meki y WJMK y carrera en solitario
Después de la separación de I.O.I el 29 de enero de 2017, Yoojung y Doyeon viajaron a los Estados Unidos para filmar su reality show, Dodaeng's Diary en Los Ángeles, que se emitió por TVING. Meses después, su compañía reveló que planeaban debutar un nuevo grupo de chicas. Doyeon hizo su debut oficial como miembro de Weki Meki el 8 de agosto de 2017 con el lanzamiento del sencillo «I Don't Like Your Girlfriend» y el EP, Weme.
El 2 de mayo de 2018, Starship Entertainment y Fantagio se unieron para formar un cuarteto especial con integrantes de sus respectivos grupos de chicas, Cosmic Girls y Weki Meki y revelaron que se llamaría WJMK. Yoojung y Doyeon de Weki Meki y Seola y Luda de Cosmic Girls lanzaron el sencillo «Strong» el 1 de junio de 2018, junto con su videoclip. En julio, Doyeon se unió al elenco del programa Law of the Jungle de SBS.
En agosto de 2024, Weki Meki se disolvió debido a la finalización del contrato de sus integrantes, por lo que Doyeon actualmente continúa con sus actividades en solitario.

### Televisión
En febrero de 2018, Doyeon hizo su debut como actriz después de ser elegida para participar en el drama titulado Short en el que interpretó un papel secundario.
El 25 de junio de 2020, se unió al elenco principal de la serie Pop Out Boy! (también conocida como "Boy and Girl Straight Out of a Cartoon") donde dio vida a la estudiante Han Sun-nyeo, hasta el final de la serie el 26 de junio del mismo año.
En mayo de 2021 se unió al elenco recurrente de la serie My Roommate Is a Gumiho (también conocida como "Frightening Cohabitation'") donde interpretó a Gye Seo-woo, una estudiante de secundaria y la hermana menor de Gye Sun-woo (Bae In-hyuk), hasta el final de la serie el 15 de julio del mismo año.
En septiembre del mismo año se unió al elenco recurrente de la serie One the Woman donde dio vida a las versiones jóvenes de Kang Mi-na y Jo Yeon-joo.

## Filmografía

### Dramas
| Año  | Título                                                | Papel                                          | Cadena        | Notas         |
| ---- | ----------------------------------------------------- | ---------------------------------------------- | ------------- | ------------- |
| 2015 | To Be Continued                                       | Estudiante                                     | Naver TV Cast | Cameo         |
| 2018 | Short                                                 | Yoo Ji-na                                      | OCN           |               |
| 2019 | Be Melodramatic                                       | Kim Do-yeon                                    | JTBC          | ep. #2-3      |
| 2020 | Pop Out Boy! (Boy and Girl Straight Out of a Cartoon) | Han Sun-nyeo                                   | Playlist      | [ 18 ]        |
| 2020 | Single & Ready to Mingle                              | Ji Yeon-seo                                    |               |               |
| 2021 | Hello? It’s Me!                                       |                                                | KBS 2TV       | [ 19 ]        |
| 2021 | My Roommate Is a Gumiho                               | Gye Seo-woo                                    | tvN           |               |
| 2021 | One the Woman                                         | Kang Mi-na (de joven) / Jo Yeon-joo (de joven) | SBS           |               |
| 2021 | Jirisan                                               | Seo Yi-kang (de joven)                         | tvN, iQIYI    | [ 20 ] [ 21 ] |

### Programas de televisión
| Año  | Título                         | Papel       | Cadena | Notas           |
| ---- | ------------------------------ | ----------- | ------ | --------------- |
| 2016 | Produce 101                    | Concursante | Mnet   |                 |
| 2017 | Dodaeng's Diary in LA          | Ella misma  | TVING  | con Yoojung     |
| 2018 | Law of the Jungle              | Ella misma  | SBS    |                 |
| 2020 | Knowing Bros (Ask Us Anything) | Invitada    | JTBC   | junto a Yoojung |